# Vasiliki Arvaniti
Vasiliki Arvaniti (griechisch Βασιλική Αρβανίτη; * 17. März 1985 in Athen) ist eine griechische Beachvolleyballspielerin. Sie ist zweifache Europameisterin und mehrfache Landesmeisterin ihres Heimatlandes.

## Karriere
Arvaniti erreichte 2001 bei der Junioren-Weltmeisterschaft in Le Lavandou mit Efthalia Koutroumanidou den 19. Platz. Im folgenden Jahr steigerte sich das Duo beim gleichen Wettbewerb in Catania auf den vierten Rang. Bei den Rhodos Open 2002 spielte Arvaniti mit Areti Bouzounieraki ihr erstes Turnier der FIVB World Tour. Anschließend wurden die beiden Griechinnen bei der Jugend-WM in Xylokastro Neunte. Zu den Rhodos Open 2003 trat Arvaniti wieder mit Koutroumanidou an und schaffte den fünften Rang. Beim Grand Slam in Marseille sowie den Open-Turnieren in Osaka und Lianyungang folgten drei neunte Plätze. Die Europameisterschaft in Alanya war für Arvaniti/Koutroumanidou hingegen nach drei Niederlagen in den Gruppenspielen schon nach der Vorrunde beendet. Nach einem zwischenzeitlichen fünften Platz beim Grand Slam in Los Angeles traten sie 2003 auch noch bei der WM in Rio de Janeiro an. Dort kamen sie als Gruppenzweite hinter dem deutschen Duo Lahme/Müsch in die erste K.-o.-Runde, in der sie den späteren Weltmeisterinnen Walsh/May unterlagen. Bei der EM 2004 in Timmendorfer Strand erreichten Arvaniti/Koutroumanidou als Gruppendritte das Achtelfinale, das sie gegen die Tschechinnen Celbová/Nováková verloren. Auf der World Tour konnten sie einen siebten Platz in Shanghai sowie zwei neunte Plätze in Berlin und Stavanger verbuchten. Außerdem qualifizierten sie sich für die Olympischen Spiele in Athen. Vor heimischem Publikum erreichten sie durch einen Sieg im letzten Vorrundenspiel gegen die Norwegerinnen Håkedal/Tørlen als Gruppendritte das Achtelfinale, in dem sie sich dem deutschen Duo Pohl/Rau geschlagen geben musste.
Das Jahr 2005 begann für Arvaniti und ihre neue Partnerin Vassiliki Karadassiou mit zwei siebten Plätzen in Shanghai und Osaka sowie der Finalteilnahme in Mailand. Bei der WM in Berlin unterlagen Arvaniti/Karadassiou nach zwei Siegen gegen Kusuhara/Urata und Lahme/Müsch den späteren Finalistinnen Larissa/Juliana aus Brasilien; in der Verliererrunde schieden sie dann gegen das US-Duo Wacholder/Youngs aus und beendeten das Turnier als Neunte. Anschließend gewannen sie den Grand Slam in Stavanger. Bei der EM in Moskau kamen Arvaniti/Karadassiou mit drei Siegen ins Halbfinale, das sie gegen Pohl/Rau gewannen. Im Endspiel setzten sie sich gegen die Niederländerinnen Kadijk/Mooren durch und wurden Europameister.
2006 schafften sie diverse weitere Top-Ten-Ergebnisse auf der World Tour, darunter den vierten Platz beim Klagenfurter Grand Slam. Bei der EM in Den Haag unterlagen die Titelverteidigerinnen im zweiten Spiel dem russischen Duo Schirjajewa/Urjadowa, bevor sie in der Verliererrunde an Pohl/Rau scheiterten. Auf der World Tour 2007 kamen sie bei jedem Auftritt in die Top Ten. Bei der EM in Valencia gaben die beiden Griechinnen auf dem Weg ins Finale keinen Satz ab und gewannen mit einem 2:1 im Endspiel gegen die Deutschen Goller/Ludwig ihren zweiten Titel. 2008 wurden Arvaniti/Karadassiou unter anderem Vierte der Barcelona Open und Zweite in Stavanger. Auf dem Weg zur Titelverteidigung wurden sie bei der EM in Hamburg von den norwegischen Duos Glesnes/Maaseide und Håkedal/Tørlen gestoppt. Die Olympischen Spiele 2008 waren für Arvaniti/Karadassiou nach drei Niederlagen in der Gruppenphase schon nach der Vorrunde beendet.
2009 bildete Arvaniti ein neues Duo mit Maria Tsiartsiani, das mit einem siebten Platz in Brasília startete. Bei der WM in Stavanger kamen Arvaniti/Tsiartsiani als Gruppenzweite in die K.-o.-Runde und schieden im Achtelfinale gegen die späteren Weltmeister Ross/Kessy aus. Im weiteren Verlauf des Jahres gab es noch einen zweiten Platz beim Grand Slam in Marseille und zwei fünfte Plätze bei Open-Turnieren. 2010 wurden Arvaniti/Tsiartsiani sechs Mal Neunte auf der World Tour, bevor sie zur EM in Berlin reisten. Dort mussten sie sich als Gruppenzweiter der Vorrunde im Achtelfinale den finnischen Nyström-Schwestern geschlagen geben. Im folgenden Jahr schafften sie bei der WM in Rom den Gruppensieg, verloren aber dann im ersten K.-o.-Spiel gegen die Spanierinnen Liliana/Baquerizo. Die EM in Kristiansand endete für Arvaniti/Tsiartsiani ebenfalls in der ersten Hauptrunde gegen die Österreicherinnen Hansel/Montagnolli. Als beste World-Tour-Ergebnisse 2011 erzielten sie zwei fünfte Plätze in Stavanger und Den Haag. 2012 kamen sie nach zwei neunten Plätzen bei den Grand Slams in China zur EM in Den Haag an. Dort erreichten sie bis ins Finale, in dem sie – wie bereits im ersten Gruppenspiel – eine Niederlage gegen Keizer/van Iersel kassierten. Die Vizeeuropameister qualifizierten sich auch für die Olympischen Spiele in London. In einer ausgeglichenen Vorrunden schieden sie trotz ihrer vier Punkte als Gruppenletzter aus. Mit einem abschließenden siebten Platz bei den Bang Saen Open endete ihre gemeinsame Zeit vorläufig.
Seit 2013 spielte Arvaniti mit Panagiota Karagkouni. Bei der WM in Stare Jabłonki schieden Arvaniti/Karagkouni trotz eines Sieges über die Thailänderinnen Radarong/Udomchavee nach der Vorrunde aus. Bei der EM in Klagenfurt belegten sie den fünften Platz, nachdem sie im Viertelfinale gegen die Deutschen Holtwick/Semmler ausschieden.
Nach Tsiartsianis Babypause spielte Arvaniti von Juni 2014 bis September 2015 wieder mit ihr zusammen. Bei der EM 2015 in Klagenfurt erreichten die Griechinnen Platz fünf. Von 2016 bis 2021 war Karagkouni erneut die Partnerin der in der griechischen Hauptstadt geborenen Sportlerin, mit der sie ihre Landesmeistertitel neun (2016), zehn (2019) und elf (2021) gewann. Nach der Europameisterschaft in der gleichen Saison, bei der die Griechinnen nach dem dritten Platz im Pool den geteilten siebzehnten Rang belegten, beendete Vasiliki Arvaniti ihre lange und erfolgreiche Karriere.